# Vụ gửi thư bom tại Hoa Kỳ tháng 10 năm 2018
Vào cuối tháng 10 năm 2018, mười bốn gói chứa bom ống đã được gửi qua Bưu điện Hoa Kỳ tới một số nhà phê bình nổi tiếng của Tổng thống Mỹ Donald Trump, bao gồm các chính trị gia Đảng Dân chủ (Joe Biden, Cory Booker, Hillary Clinton, Kamala Harris, Eric Holder, Barack Obama), Debbie Wasserman Schultz, và Maxine Waters), diễn viên Robert De Niro, nhà đầu tư tỷ phú George Soros và Tom Steyer, cựu giám đốc CIA John O. Brennan, và cựu giám đốc tình báo quốc gia James Clapper. Không ai bị thương trong các âm mưu cuộc tấn công. Các cuộc tấn công đã thúc đẩy một cuộc điều tra của Cục Điều tra Liên bang (FBI) và các cơ quan thực thi pháp luật liên bang Mỹ, tiểu bang và địa phương khác. Tất cả 14 quả bom được gửi là những thiết bị nổ tự tạo,  nhưng không có thiết bị nào phát nổ bên ngoài một thiết lập được kiểm soát.
Quả bom đầu tiên được đặt trong hộp thư tại nhà của Soros ở Bedford, New York. Sau đó cùng ngày, Cơ quan mật vụ Hoa Kỳ đã chặn bom gửi tới Obama và Clinton. CNN đã nhận được một địa chỉ gửi tới Brennan tại các studio ở New York City trong Time Warner Center, nơi đã được sơ tán.
Một thiết bị tương tự được gửi đến Chủ tịch Tổng chưởng lý Hoa Kỳ, có địa chỉ sai, thay vào đó được chuyển đến văn phòng đại diện của Hoa Kỳ tại Hoa Kỳ Wasserman Schultz, có tên và địa chỉ trên nhãn trả lại của tất cả các gói. Hạ nghị sĩ Waters được nhắm mục tiêu với hai gói bị chặn bởi chính quyền, một ở Washington, DC bởi Cảnh sát Capitol Hoa Kỳ, và một ở Los Angeles bởi Cục Cảnh sát Los Angeles (LAPD) và Cục Rượu, Thuốc lá, Súng và Chất nổ (ATF). Sở cảnh sát thành phố New York đã xóa một gói hàng được tìm thấy ở Tribeca tại một văn phòng được De Niro sử dụng. FBI đã loại bỏ hai gói được tìm thấy tại các cơ sở bưu chính ở Delaware, đã đề cập tới cựu Phó Tổng thống Biden.  Các nhà chức trách ngày hôm sau tìm thấy bom được gửi đến các thượng nghị sĩ Booker và Harris, cùng với Clapper và Steyer.
Một nghi can, Cesar Altieri Sayoc Jr., cũng được một số người trong giới truyền thông gọi là "kẻ đánh bom MAGA", bị bắt tại Plantation, Florida, ngày 26 tháng 10 năm 2018, liên quan đến việc gửi các thiết bị nổ. FBI đang điều tra cuộc điều tra với tư cách là chủ nghĩa khủng bố trong nước. Nếu bị kết tội, Sayoc có thể phải đối mặt với 58 năm tù.